# Ezo'la
Ezo'la Inc. (株式会社Ezo'la Kabushiki-gaisha Ezo'la?), también llamado Ezóla, es un estudio de animación japonés.

## Trabajos

### Series de televisión
| Título            | Director (es)                     | Fecha de primera transmisión | Fecha de última transmisión | Eps | Nota (s)                                                       | Ref (s) |
| ----------------- | --------------------------------- | ---------------------------- | --------------------------- | --- | -------------------------------------------------------------- | ------- |
| Happy Sugar Life  | Keizō Kusakawa Nobuyoshi Nagayama | 14 de julio de 2018          | 29 de septiembre de 2018    | 12  | Adaptación de la serie manga de Tomiyaki Kagisora.             | [ 1 ]   |
| Sōnan Desu ka?    | Nobuyoshi Nagayama                | 2 de julio de 2019           | 17 de septiembre de 2019    | 12  | Adaptación de la serie manga de Kentarō Okamoto y Riri Sagara. | [ 2 ]   |
| Runway de Waratte | Nobuyoshi Nagayama                | 11 de enero de 2020          | 28 de marzo de 2020         | 12  | Adaptación de la serie manga de Kotoba Inoya.                  | [ 3 ]   |